# 하드 코트
하드 코트(hardcourt 또는 hard court)는 운동 경기가 치러지는 경기장의 마루나 표면의 종류 중 하나이다. 이것은 나무로 만들어진 실내 코트를 가리키기도 하며, 특히 농구나 실내 축구에서 사용되는 딱딱한 단풍나무 재질의 실내 코트를 하드 코트라고 부르기도 한다. 또한 테니스 등에서 사용되는 아스팔트, 셰일 또는 클레이 재질의 실외 경기장을 하드 코트라고 부르기도 한다.

## 테니스

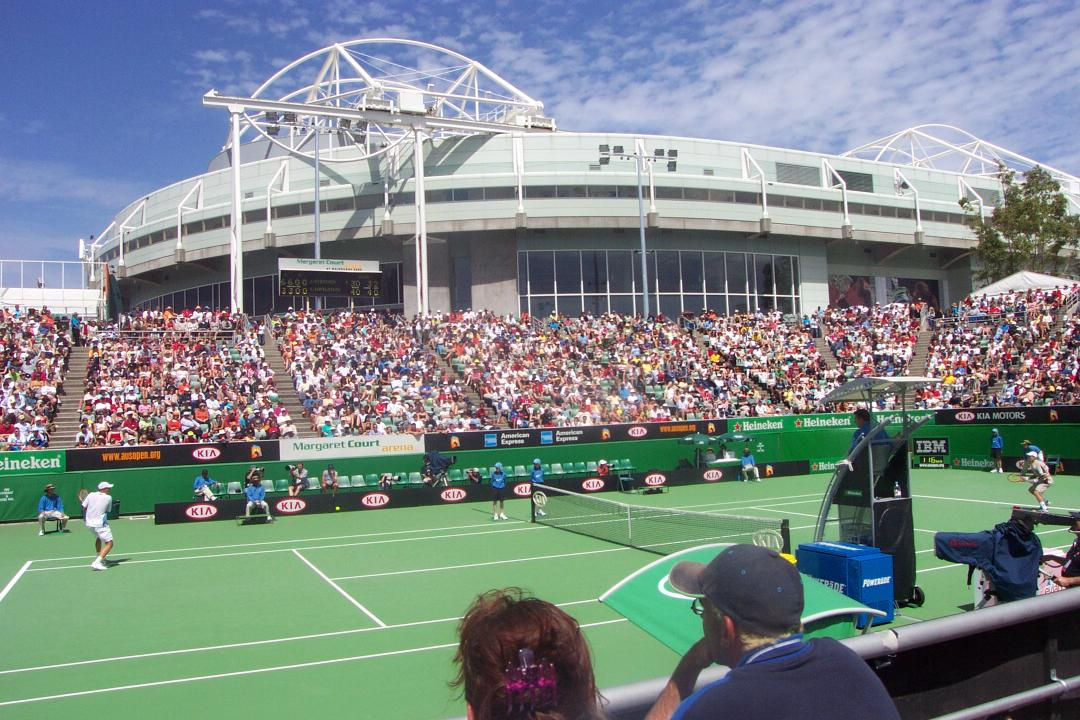
2007년까지 호주 오픈에서 사용되었던 리바운드 에이스 하드 코트의 모습.

테니스에서의 하드 코트는 흔히 아스팔트 재질로 만들어진다. 볼의 바운드 속도 등과 관련된 코트의 특성면에서 하드 코트는 여러 종류의 테니스 코트들 중 가장 중간적인 특성을 보여준다. 하드 코트에서의 공의 바운드 속도는 표면 재질에 따라 차이가 있지만 일반적으로 클레이 코트보다는 빠르고 잔디 코트보다는 느리며, 공이 잘 깔리는 특징이 있다. 이러한 중간적 특성 때문에 하드 코트는 일반적으로 어떤 플레이 스타일의 선수들에게나 비교적 공평한 코트 종류로 여겨진다.
하드 코트는 표면에 도포되는 페인트에 포함된 모래의 양과 입자 크기에 따라 공의 바운드 속도가 크게 달라진다. 예를 들어 표면의 페인트층에 모래가 거의 포함되지 않을 경우 공의 바운드 속도는 다른 어떤 종류의 코트보다도 빨라지게 되며, 반대로 모래의 양이 많고 입자가 클수록 바운드 속도가 느려지게 된다.
하드 코트를 사용하는 가장 널리 알려진 테니스 대회로는 그랜드 슬램 대회인 호주 오픈과 US 오픈이 있다. 호주 오픈은 합성(synthetic) 재질의 하드 코트를 사용하며 US오픈은 아크릴 재질의 하드 코트를 사용하는데, 합성 재질과 일반 재질의 가장 큰 차이점은 경도에 있다.

## 같이 보기
- 테니스 코트
- 잔디 코트
- 클레이 코트